# Trichoridia endroma
Trichoridia endroma là một loài bướm đêm trong họ Noctuidae.